# Чакко

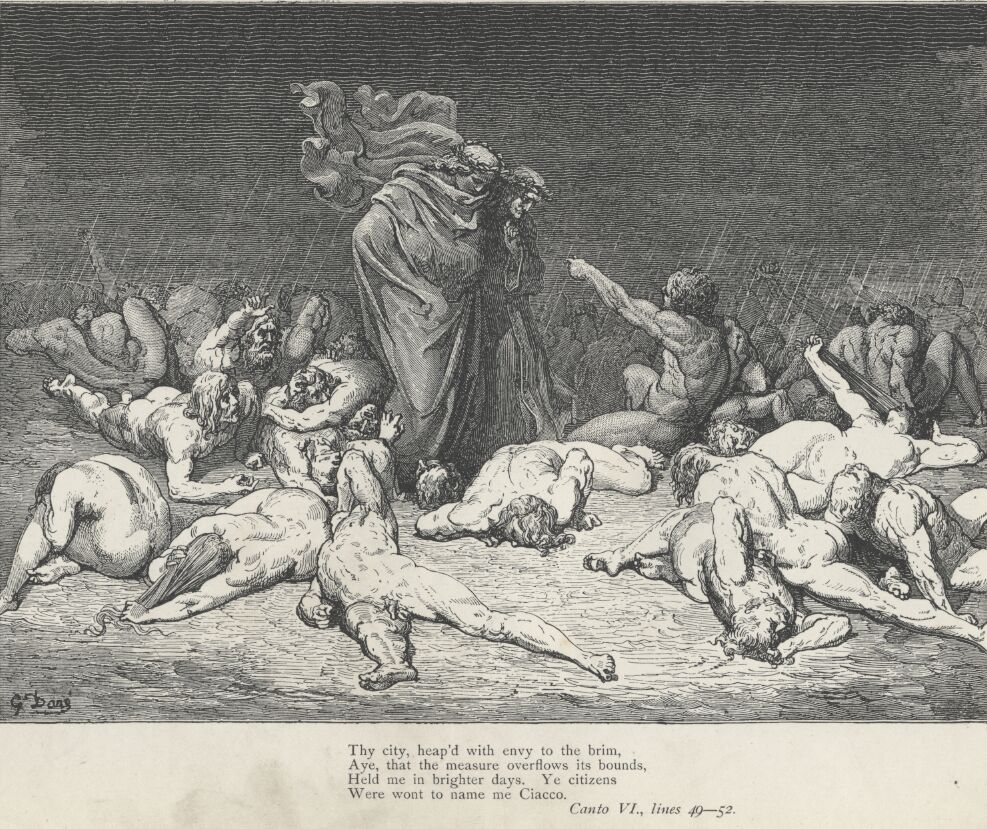
Гюстав Доре. Данте встречает в аду Чакко

Чакко (итал. Ciacco) — один из персонажей Божественной комедии итальянского поэта Данте Алигьери, написанной между 1308 и 1321 годами.
Чакко — чревоугодник, находящийся во смрадном болоте под холодным дождём в третьем круге Ада. Данте ему сочувствует, поэтому именно он предсказывает Данте его будущее изгнание.

## Образ в кино
- Ад Данте: Анимированный эпос / Dante's Inferno: An Animated Epic (Япония, США, Сингапур, Корея Южная; 2010) Чакко озвучил Дж. Грант Альбрехт.